# Federaasje fan Fryske Studinteferienings
De Federaasje fan Fryske Studinteferienings (FFS, Nederlands: Federatie van Friese studentenverenigingen) is een samenwerkingsverband van Friese studentenverenigingen buiten Friesland.

## Leden
De Federaasje heeft de volgende leden:
- D.S.S.F.S. Aldgillis te Delft;
- F.F.J. Bernlef te Groningen;
- WSSFS te Wageningen.

## Geschiedenis
De Federaasje is opgericht tijdens een studiemiddag in de kanselarij in Leeuwarden op 22 december 1930. Ze had toen de volgende leden:
- FFJ Bernlef te Groningen;
- Fryske stúdzjerounte te Leiden;
- Natio Frisica te Amsterdam;
- Redbad te Utrecht;
- WSSFS te Wageningen.

Andere organisaties die ooit lid zijn geweest, maar nu niet meer bestaan, zijn Finn te Leiden, ASSFS Cygnus Resurgens te Amsterdam, Tsjerk Hiddes te Enschede en Mokumer Mjitte te Amsterdam.
De Federaasje heeft in haar bestaan vele congressen en studiemiddagen georganiseerd. Vaste activiteiten zijn het rond kerst gehouden Krystkongres te Franeker, de kampen op Ameland, de zeilkampen en de kaatscompetitie. Tot 1970 heeft de Federaasje onder de naam Fryslân oerein een eigen tijdschrift uitgegeven.

### Krystkongres
Het Krystkongres (Nederlands: Kerstcongres) is een jaarlijks tweedaags congres, dat rond de kerst gehouden wordt in de voormalige academiestad Franeker.
Het congres wordt op derde en vierde kerstdag gehouden voor en georganiseerd door leden van de aangesloten en bevriende verenigingen van de Federaasje fan Fryske Studinteferienings. De locatie voor het congres is het oudste studentencafé van Nederland, de 'Bogt fen Guné'. De lezingen en het debat worden doorgaans in de Friese taal gehouden.
In 2012 vond het 80e Krystkongres plaats.